# تایشی سوما
تایشی سوما (ژاپنی: 相馬 大士؛ زادهٔ ۲ فوریهٔ ۱۹۹۳) یک بازیکن فوتبال اهل ژاپن است.
از باشگاه‌هایی که در آن بازی کرده‌است می‌توان به باشگاه فوتبال کاشیوا ریسول اشاره کرد.